# 咲良
咲良（さくら、1985年8月1日 - ）は、日本のダンサー、女優であり、ストーリーダンスグループTAOの初期メンバー。
群馬県高崎市出身。高校卒業後上京。東京ミュージック＆メディアアーツ尚美ミュージカル学科に入学。
在学中に受けた『葉っぱのフレディ〜いのちの旅〜』のキッズオーディションに合格。アンサンブルとして初舞台を踏む。
翌年同作品を再度受け、アン役に選ばれる。
翌年受けたミュージカルのオーディションで美里悠茉と出会い、舞台後に行ったイベントに出演していた数名でストーリーダンスグループTAOを結成。
女優として数々の舞台や映画に出演。イベントにてパフォーマンスを行う。
現在は三国由佳（みくにゆか）名義で舞台の演出助手としても活動している。

## 出演
TV
- 2002年
  - NHKハイビジョンドラマ「風の盆から」ヴァイオリンを弾く少女役
  - 「ロング・ラブレター〜漂流教室〜」第10話、最終話

- 2003年
  - 「ぼくの魔法使い」第3話
  - 「美少女戦士セーラームーン」Act.3

舞台
- 2005年
- 童話屋『葉っぱのフレディ〜いのちの旅〜」葉っぱ役、カミキリムシ役

- 2006年
  - 童話屋『葉っぱのフレディ〜いのちの旅〜」アン役

- 2008年
  - TAO vol.1『白昼夢〜人類幻想曲〜』＠studio cube 326
  - ボクラ団義vol.2「and After」＠アイピット目白
  - TAO vol.2『オルゴール』

- 2010年
  - 演劇カンパニー曲者「エキストラ・エトセトラ〜逆襲のサトー〜」＠六行会ホール
  - TAOイベント「魔界パラダイス」＠浅草花やしき

- 2011年
  - 空感エンジン「それゆけ!遠山一家〜ヤスの妹♪萌え萌え極楽」＠東銀座・Air Studio
  - 好蝶れんげFirst Live「好蝶れんげの世界。」＠六本木 Music Bar L35
  - TAO grimms theater「白雪姫と 7 人の小人」白雪姫役
  - TAO vol.3「Bi-Ye」＠六本木香和
  - Showman`s「ドリームレスキュー言うことナース!〜エピソードゼロなのですぅ」＠新宿シアター・ミラクル
  - TAO「死刑囚の唄」
  - TAO「パコと魔法の絵本」パコ役

- 2012年
  - お魚レモンパイ「三本ライン」＠シアターKASSAI
  - 空感エンジン「解体 OK」＠両国・Air Studio
  - 大輪塾「上海奇兵隊〜高杉晋作上海革命伝〜」＠シアターバビロンの流れのほとりにて
  - TAO結成５周年ライブ「Crazy World〜あっという間に５年経ちましたので〜」＠浅草花やしき

- 2013年
  - Pudding Ring『明かりを灯して』＠千歳船橋APOCシアター
  - TAO「監獄NIGHT」＠下北沢GARDEN
  - TAO「WOMAN NIGHT」＠下北沢GARDEN

- 2014年
  - TAO「〜TAO be LEGEND〜弐桃伝」モモタロウ役＠シアターモリエール

- 2015年
  - FP アドバンス「LOOP THE LOOP 飽食の館〜閉ざされた心〜」織沢優姫役

- 2016年
  - Creative Company Colors 第4回公演「ワタシュゴ〜もののけ冒険譚〜」アマンダ役＠THEATER GREEN BIG TREE THEATER
  - LIVEDOG GIRL Produce「レディー・ア・ゴーゴー！！」初演チームマカロン阿部亜衣役

- 2017年
  - LIVEDOG Produce「DOG'S」チームBONE C-05役＠THEATER GREEN BIG TREE THEATER
  - LIVEDOG Produce「ファントムチューニング〜調霊探偵・四十万八十二の事件簿〜」再演 玉藻前役＠新宿村LIVE
  - LIVEDOG Produce「鬼斬 ZERO」妲己役＠シアターサンモール
  - 剣舞プロジェクト「生演奏ミュージカル 信長の野望ー炎舞ー」小夜役

- 2018年
  - LIVEDOG Produce「ファントムチューニング外伝〜調霊探偵・四十万六九六の事件簿〜」玉藻前役＠新宿村LIVE
  - 雀組ホエールズ「ガラスの獣」＠下北沢「劇」小劇場

- 2022年
  - 神田明神 座show『第一章 MASAKADO BLOCK -GOD  DESTINY  DAY-(神の運命の日)』ゲスト出演 スクナ役＠神田明神内文化交流館

- 2024年
  - ミュージカル「20世紀号に乗って」＠東急シアターオーブ / オリックス劇場[1]

 映画 
- 『おけちみゃく』2018年(カエルカフェ - [青い髪の鬼(獄卒)役

 雑誌 
- 宝島社『全身ポカポカ!足もみ健康法-

 その他 
- 劇団カンタービレ男根-OTOKO NE-公演「猫型ロボット大戦争」振付＠中目黒ウッディシアター（2013年）
- 「H&M FALL FASHION」キャンペーンムービー
- 「アイ★チュウ ザ ステージ〜Rose Écarlate〜」特別公演ヲタ芸振付＠シアター1010（2019年）
- 「アイ★チュウ ザ ステージ〜Après la pluie〜」特別公演ヲタ芸振付＠東京建物Brillia HALL（2020年）